# Chinh Đồ
Chinh Đồ còn gọi là Chinh Đồ Online  (tiếng Trung: 征途; bính âm: Zhēngtú) là tựa game nhập vai trực tuyến nhiều người chơi (MMORPG) đồ họa 2D do hãng Zhengtu Network có trụ sở tại Thượng Hải phát triển và điều hành. Game được phát triển vào cuối năm 2004, và bắt đầu thử nghiệm công khai vào ngày 21 tháng 4 năm 2006, và chính thức ra mắt vào ngày 18 tháng 7 năm 2007. Game có máy chủ đặt ở Trung Quốc đại lục và Đài Loan, nhanh chóng đạt đến thành công trong cùng năm đó, với lợi nhuận hàng tháng là 15,52 triệu đô la Mỹ.
Cũng trong năm 2007, game này ghi nhận 2,8 triệu người chơi hoạt động hàng ngày và 860,265 người chơi cùng lúc cao nhất (PCU) vào ngày 23 tháng 3 cùng năm.
Năm 2008, Chinh Đồ đạt 1,52 triệu người chơi cùng lúc cao nhất, trở thành tựa game trực tuyến phổ biến thứ hai chỉ đứng sau Mộng Ảo Tây Du với 1,66 triệu người chơi cùng lúc cao nhất.
Chinh Đồ ngừng hoạt động vào ngày 26 tháng 12 năm 2018.
Chinh Đồ đi tiên phong trong cơ chế kiếm tiền theo kiểu cướp đoạt hộp chiến lợi phẩm. Game có nét đặc trưng với hệ thống khóa và chìa khóa hiện đã trở nên nổi tiếng qua trò Counter-Strike, nhưng cũng khiến cho người chơi thấy tất cả chiến lợi phẩm mà một chiếc rương có thể chứa trên một vòng tròn gợi nhớ đến Wheel of Fortune. Theo bài báo của tờ Southern Weekly mô tả về Chinh Đồ như sau: "Thùng đồ thường chứa những trang bị dành cho lớp nhân vật cao cấp mà game thủ mong muốn, nhưng bánh xe ánh sáng quay luôn lướt qua chúng".